# Pascual Amat
Pour les articles homonymes, voir Amat.
Pascual Amat y Esteve, né à Yecla (Murcie) le 20 octobre 1856 et mort à Madrid le 10 août 1928, est un avocat, militaire et homme politique espagnol.

## Carrière
Il entame sa carrière politique comme membre du Parti libéral fusionniste, sous la bannière duquel il participe aux élections de 1893 à 1898, obtenant le mandat de député au Congrès pour la circonscription d'Ávila. En 1899 il passe au Parti conservateur, avec lequel il obtient de nouveau le siège d'Ávila entre 1903 et 1914. À partir de 1916 il devient sénateur de la même circonscription, puis est de nouveau député entre 1918 et 1923, et enfin termine sa carrière politique comme sénateur en 1923.
Il est ministre de la Grâce et de la Justice entre le 20 juillet et le 12 décembre 1919 dans un gouvernement présidé par Joaquín Sánchez de Toca Calvo.